# Periconia macrospinosa
Periconia macrospinosa är en svampart som beskrevs av Lefebvre & Aar.G. Johnson 1949. Periconia macrospinosa ingår i släktet Periconia, ordningen Pleosporales, klassen Dothideomycetes, divisionen sporsäcksvampar och riket svampar.   Inga underarter finns listade i Catalogue of Life.